# Bayan, Harbin
Bayan, tidigare stavat Payen, är ett härad som lyder under Harbins stad på prefekturnivå i Heilongjiang-provinsen i nordöstra Kina.